# Сыпитый, Константин Мартынович
Константин Мартынович Сыпитый (21 мая 1916, село Противная Балка, теперь Новосанжарского района Полтавской области — 25 октября 1992, город Горловка Донецкой области) — украинский советский деятель, новатор производства, бригадир комплексной бригады строительного управления № 1 треста «Горловкажилстрой» Сталинской (Донецкой) области. Герой Социалистического Труда (26.04.1957). Депутат Верховного Совета УССР 7-8-го созывов.

## Биография
Родился в крестьянской семье. Вместе с семьей переехал в город Горловку на Донбассе.
С марта 1940 года — в Красной армии. Участник Великой Отечественной войны с июня 1941 года. Служил каптенармусом 1-го дивизиона 102-й гаубичной артиллерийской бригады Большой мощности Резерва главного командования. Воевал на Западном, Брянском, 2-м Прибалтийском, 3-м Белорусском, 1-м Прибалтийском фронтах. После войны был демобилизован в звании старшего сержанта.
Член ВКП(б) с 1946 года.
С конца 1940-х годов — штукатур, бригадир штукатуров Горловского строительного управления № 1 треста «Артемжилстрой» Министерства строительства предприятий угольной промышленности Сталинской области УССР, бригадир комплексной бригады коммунистического труда строительного управления № 1 треста «Горловкажилстрой» Сталинской (Донецкой) области. Инициатор соревнования за коммунистический труд среди строителей города Горловки. В 1963 году бригада Сыпитого выполнила семилетний план при высоком качестве строительных работ.
Потом — на пенсии в городе Горловке Донецкой области.

## Награды
- Герой Социалистического Труда (26.04.1957)
- Орден Ленина (26.04.1957)
- Орден Октябрьской Революции (5.04.1971)
- орден Отечественной войны 2-й степени (6.04.1985)
- две медали «За боевые заслуги» (11.08.1944, 12.06.1945)
- медаль «За трудовое отличие» (23.01.1948)
- другие медали
- Почётный гражданин города Горловки